# José Andrade

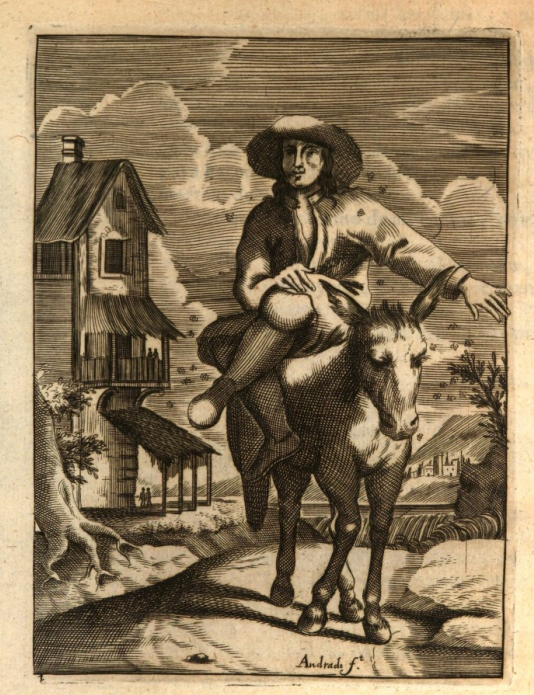
Ilustración de la Historia de la vida, hechos, y astucias sutilísimas del rústico Bertoldo, la de Bertoldino su hijo; y la de Cacaseno su nieto de Giulio Cesare Croce, traducida por Juan Bartolomé e impresa por Felipe Millán, Madrid, 1745

José Andrade fue un grabador español activo en Madrid, con obra fechada entre 1742 y 1776.
Grabador a buril, ajeno a las novedades académicas y al margen de ellas, colaboró en la ilustración de libros con las imprentas madrileñas en un tono, por lo general, discreto y una notable variedad de asuntos. De 1742, año de la beatificación de Camilo de Lelis, es el escudo calcográfico de la duquesa del Infantado, a quien va dedicada la Sacra plausible diadema [...] con la que [...] la Religión de Clérigos Reglares [...] corona, á su patriarcha y fundador, el B. Camilo de Lelis, del padre Nicolás García, impresa en Madrid por Juan Muñoz, con el retrato en páginas interiores del fundador, de quien grabó un segundo retrato ya con título de santo, firmado «Joseph Andrade sculp.im M[adri]d. a. 3 de Mayo de 1746».
Del mismo año 1742, y dependientes de los dibujos que se le proporcionasen, son los diseños arquitectónicos exterior e interior, con sus adornos, de la iglesia y claustro del convento que la Orden Hospitalaria de San Juan de Dios tenía en Manila, recogidos en la obra de Juan Maldonado de Puga, Religiosa hospitalidad, impresa en Granada por José de la Puerta.
Son suyos los grabados que ilustran la traducción castellana de la Historia de la vida, hechos, y astucias sutilísimas del rústico Bertoldo, la de Bertoldino su hijo; y la de Cacaseno su nieto, de Giulio Cesare Croce, impresa en Madrid por Felipe Millán en 1745, con cierto aire popular y humorístico como lo son también los cuentos de Croce, destinados a un público primordialmente infantil. Pretensiones científicas y técnicas tienen, al contrario, las ilustraciones de instrumental de cirugía incorporadas al Curso nuevo de cirugía: para enseñanza de los que se dedican al estudio de esta utilísima facultad, de los doctores Bartolomé Serena y Antonio Medina (Madrid, en la oficina de Antonio Sanz, 1750), y las láminas que abrió para la publicación en ocho tomos de la obra de Noel-Antoine Pluche, Espectáculo de la naturaleza, en la traducción de Esteban Terreros (Gabriel Ramírez, Madrid, 1753-1755), entre las que se encuentran ilustraciones botánicas, como lo son las del jardín de invierno o la de la Granadilla, dicha falsamente flor de la pasión, mapas históricos y de geografía económica, como el de las colonias fenicias, e instrumentos y materiales tecnológicos, entre ellos la planta y corte de un molino sobre un pontón, la de de un molino de pólvora, y las imágenes de un telar y lavadero de lanas, prensa para lustrar telas, devanadera y urdidera para terciopelos.
Llevan también su firma dos de las ilustraciones de doma del Breve methodo de mandar los cavallos, y traerlos a la más justa obediencia de Antoine de Publinèl (Madrid, 1751), publicación en la que Andrade comparte el trabajo con el grabador de cámara Juan Bernabé Palomino y con el grabador de monedas de su majestad Tomás Prieto, y la lámina que muestra a fray Alonso de Jesús y Ortega, general de la Orden Hospitalaria de San Juan de Dios, ofreciendo a su fundador las nuevas constituciones de la orden, grabado que aparece al frente de la obra del padre Alonso Parra Desempeño el más honroso (Madrid, 1759), en el que Andrade firma también como autor del dibujo.
Lo último que de su producción se conoce es la lámina que muestra la fachada de la iglesia de S. Tommaso in Formis de Roma abierta por dibujo de Manuel Rodríguez, que salió publicada con la Vida de San Juan de Mata impresa por Joaquín Ibarra en 1776. Dejó además algún retrato, como el de la religiosa Mariana Simeón y Fuster, la imagen del túmulo alzado en la colegiata del Real Sitio de San Ildefonso para las exequias de Felipe V, por invención de Hubert Dumandré (1746), y estampas sueltas de devoción, entre ellas la de san Blas obispo como se encuentra en su ermita, de la que existe copia en el Museo de Historia de Madrid, la de la extremeña Virgen de Guadalupe como se venera en la iglesia de San Jerónimo el Real de Madrid (Calcografía Nacional), y las de la Virgen del Sudor, abogada contra la peste, Nuestra Señora del Rescate y la Virgen expectatio partus.